# Oospila nigripunctata
Oospila nigripunctata es una especie de polilla perteneciente a la familia Geometridae, descrita por el lepidopterólogo inglés William Warren en 1932, con distribución en Perú. 
Pertenece a un grupo de especies características morfológicas similares y que lleva el nombre de Oospila flavilimes. L. nigripunctata se diferencia de L. flavilimes en la franja costal, de color amarillo más amplio y pálido, por la sustitución de la mancha apical por una raya transversal oblicua y la presencia de un punto celular negro en el ala posterior. Como el resto de las especies del grupo, es una polilla color verde oscura.